# Robert Wiene

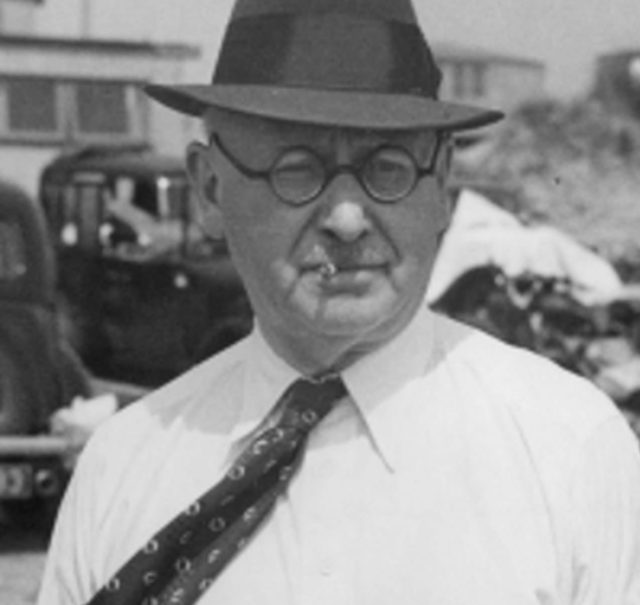
Robert Wiene ca 1930.

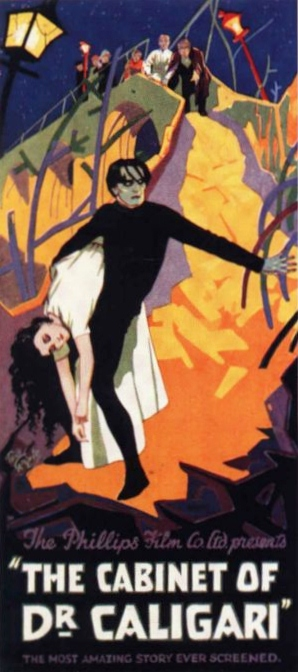
El gabinete del doctor Caligari es el filme más famoso de Wiene.

Robert Wiene fue un director alemán de cine mudo, nacido el 24 de abril de 1873 en Breslavia, Silesia, Alemania (hoy en territorio polaco), y fallecido el 17 de julio de 1938 en París.

## Trayectoria
Hijo del actor Carl Wiene, y por tanto en un ambiente artístico, Robert Wiene inició su carrera en el mundo del teatro para después vincularse al cine. 
La película con la que logró destacarse es el clásico de terror El gabinete del doctor Caligari (1920) que es considerada como la primera película del cine expresionista alemán. Era un proyecto para Fritz Lang, pero el productor Erich Pommer finalmente se lo ofreció por su formación teatral: la película viene marcada por este marco. Los decorados fueron realizados por Walter Reimann, Hermann Warm y Walter Röhrig, que dieron un tono irreal con sus pinturas angulosas, y sus puertas y perspectivas deformadas. El caso Caligari, dada la manipulación de la voluntad de ciertos individuos y por su aspecto patológico, ha sido analizado por Siegfried Kracauer (De Caligari a Hitler) y por Lotte Eisner (La pantalla demoniaca).
Tras el ascenso de Hitler al poder en 1933, Robert Wiene se marchó a Hungría, donde filmó la opereta Una noche en Venecia y luego huyó a París, donde quiso trabajar con Jean Cocteau en una nueva versión de Caligari.
Falleció en París en 1938 de cáncer, cuando estaba a punto de finalizar el largometraje Ultimátum. Fue concluido por Robert Siodmak, amigo suyo.

## Filmografía
Selección: 
- 1919 (estrenada en 1920) El gabinete del doctor Caligari.
- 1920 Genuine.
- 1921 Die Rache einer Frau.
- 1923 Raskolnikow (basada en la novela Crimen y castigo de Fiódor Dostoievski).
- 1923 I.N.R.I.
- 1924 Orlacs Hände.
- 1926 Der Rosenkavalier (versión abreviada muda sobre la ópera de Richard Strauss).
- 1930 Der Andere (El otro).
- 1931 Der Liebesexpress.
- 1934 One Night in Venice.
- 1938 Ultimatum.